# Winicjusz Drozdowski
Winicjusz Antoni Drozdowski (ur. 11 maja 1972 w Sępólnie Krajeńskim) – polski fizyk, profesor nauk fizycznych, specjalizuje się w fizyce ciała stałego. Profesor Instytutu Fizyki Wydziału Fizyki, Astronomii i Informatyki Stosowanej Uniwersytetu Mikołaja Kopernika.

## Życiorys
Studia z fizyki ukończył na UMK w 1996, gdzie następnie zdobywał kolejne stopnie i awanse akademickie. Stopień doktorski uzyskał w 2001 na podstawie pracy pt. Procesy rekombinacji promienistej w kryształach BaF2 aktywowanych wybranymi jonami ziem rzadkich (promotorem był prof. Andrzej Wojtowicz). W okresie 2006–2008 pracował jako post-doc researcher w holenderskim Reactor Institute Delft Uniwersytetu Technicznego w Delfcie. Habilitował się w 2011 na podstawie oceny dorobku naukowego i publikacji Fizyczne podstawy procesu scyntylacji w wybranych kryształach tlenków i halogenków aktywowanych jonami ziem rzadkich. W 2020 otrzymał tytuł naukowy profesora.
W toruńskim Instytucie Fizyki UMK pracuje jako profesor w Zakładzie Optoelektroniki oraz jako kierownik Zespołu Spektroskopii Materiałów Scyntylacyjnych i Fosforów. Ponadto na Wydziale Fizyki, Astronomii i Informatyki Stosowanej UMK pełnił funkcję prodziekana ds. kształcenia i badań naukowych (2016-2020), obecnie jest dziekanem tego wydziału.
Swoje prace publikował m.in. w takich czasopismach jak: „Journal of Luminescence", „Radiation Measurements", „Optical Materials", „IEEE Transactions on Nuclear Science" oraz w „Journal of Physics: Condensed Matter".